# Tarenna capuroniana
Tarenna capuroniana är en måreväxtart som beskrevs av De Block. Tarenna capuroniana ingår i släktet Tarenna och familjen måreväxter. Inga underarter finns listade i Catalogue of Life.